# Heather Wilson
Heather Ann Wilson (Keene, 30 dicembre 1960) è una politica e militare statunitense, membro della Camera dei Rappresentanti per lo stato del Nuovo Messico dal 1998 al 2009, Segretario dell'Aeronautica dal 2017 al 2019.

## Biografia
Nata nel New Hampshire, da ragazza la Wilson decise di diventare un pilota di aerei come suo padre e suo nonno (che era stato nella RAF durante la seconda guerra mondiale) e frequentò l'accademia dell'Air Force, laureandosi al contempo all'Università di Oxford.
Nel 1989 si congedò dall'Air Force con il grado di capitano e accettò un impiego all'interno del Consiglio per la Sicurezza Nazionale, sotto la presidenza di George H. W. Bush. Nel 1995 il governatore Gary Johnson la scelse per dirigere il Dipartimento per i bambini, la gioventù e le famiglie: in questa veste la Wilson si occupò del benessere e della salvaguardia dell'infanzia nello stato del Nuovo Messico.
Nel 1997 il deputato in carica da cinque mandati Steven Schiff annunciò il suo ritiro per gravi problemi di salute (era affetto da un carcinoma squamocellulare), ma prima della fine del mandato Schiff morì e vennero indette delle elezioni speciali per decretare il suo successore. La Wilson concorse e riuscì ad essere eletta, divenendo in assoluto la prima donna repubblicana a rappresentare lo stato del Nuovo Messico al Congresso.
Qualche mese dopo venne confermata dagli elettori per un intero mandato e successivamente venne rieletta nel 2000, nel 2002, nel 2004 e nel 2006. Nel 2008 decise di lasciare la Camera dei Rappresentanti per candidarsi al Senato, ma nelle primarie venne sconfitta per pochi voti dal deputato Steve Pearce, che a sua volta perse le elezioni generali contro Tom Udall.
Nel 2012 annunciò una nuova corsa per il Senato e questa volta riuscì a vincere le primarie con un ampio margine. A novembre affrontò nelle elezioni generali il deputato Martin Heinrich, che le era succeduto quando aveva lasciato il Congresso nel 2009. La Wilson però fu sconfitta da Heinrich con un margine considerevole.
Nel gennaio 2017 il presidente Donald Trump annunciò che avrebbe nominato la Wilson come segretario dell'aeronautica. Il Senato ha confermato la sua nomina l'8 maggio 2017. L'8 marzo 2019 la Wilson ha annunciato le sue dimissioni per la fine di maggio per assumere l'incarico di presidente dell'Università del Texas a El Paso.
Heather Wilson è generalmente giudicata una repubblicana moderata, sebbene alcuni suoi avversari l'abbiano accusata di essere molto più conservatrice di quanto appaia.